# زندان (فیلم ۱۹۸۸)
زندان (انگلیسی: Prison) فیلمی در ژانر ترسناک به کارگردانی رنی هارلین است که در سال ۱۹۸۸ منتشر شد. از بازیگران آن می‌توان به ویگو مورتنسن، چلسی فیلد، لین اسمیت، تام اورت، و تام لیستر جونیور اشاره کرد.